# Mantophryne menziesi
Mantophryne menziesi – gatunek płaza bezogonowego z rodziny wąskopyskowatych (Microhylidae).

## Zasięg występowania
Gatunek występuje endemicznie w części Nowej Gwinei należącej do Papui-Nowej Gwinei, w pobliżu Port Moresby. Możliwe, że jego zasięg występowania jest szerszy niż obecnie wiadomo.

## Ekologia
Zamieszkuje tropikalne wilgotne lasy nizinne, plantacje i przydomowe trawniki. Tryb życia i rozród słabo poznany.

## Status zagrożenia i ochrona
W Czerwonej księdze gatunków zagrożonych IUCN Mantophryne menziesi od 2020 roku klasyfikowany jest jako gatunek najmniejszej troski (LC, ang. Least Concern); wcześniej, od 2004 roku uznawano go za gatunek niedostatecznie rozpoznany (DD, ang. Data Deficient). Płaz ten jest dość pospolity, a trend jego liczebności ocenia się jako stabilny.
Obecność gatunku stwierdzono na jednym obszarze chronionym – w Parku Narodowym Varirata.